# Canon de marine de 4 pouces QF Mk XIX
Le canon de marine de 4 pouces QF Mk XIX était un canon de marine britannique de 4 pouces de calibre 40 utilisé pour armer de petits navires de guerre comme les corvettes des classes Bathurst et Castle et certaines frégates de classe River durant la Seconde Guerre mondiale. C’était un armement principalement destiné à lutter contre les sous-marins.

## Description
Il succéda au canon de marine de 4 pouces BL Mk IX, de plus grande vitesse initiale, de la Première Guerre mondiale (généralement déployé sur des corvettes de la classe Flower dans un rôle d'escorte). Le Mk XIX tirait des obus de 0,98 m de long et pesant 23 kg. Le poids du projectile était passé de pour le Mk IX à 16 kg pour le Mk XIX. Le montage du Mk XIX sur une monture permettant un angle d’élévation élevé lui ajoutait une capacité antiaérienne et permettait de tirer des obus éclairants pour éclairer la zone de combat de nuit.

## Munitions

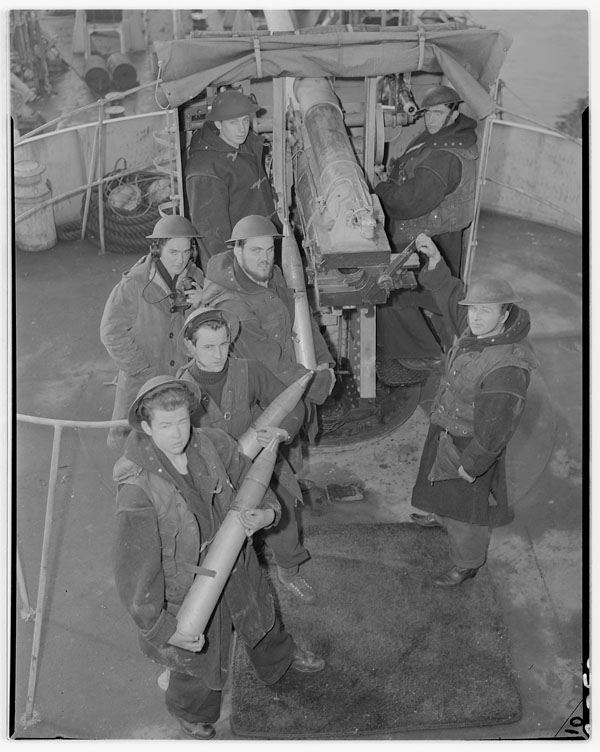
Canonniers canadiens avec des obus.
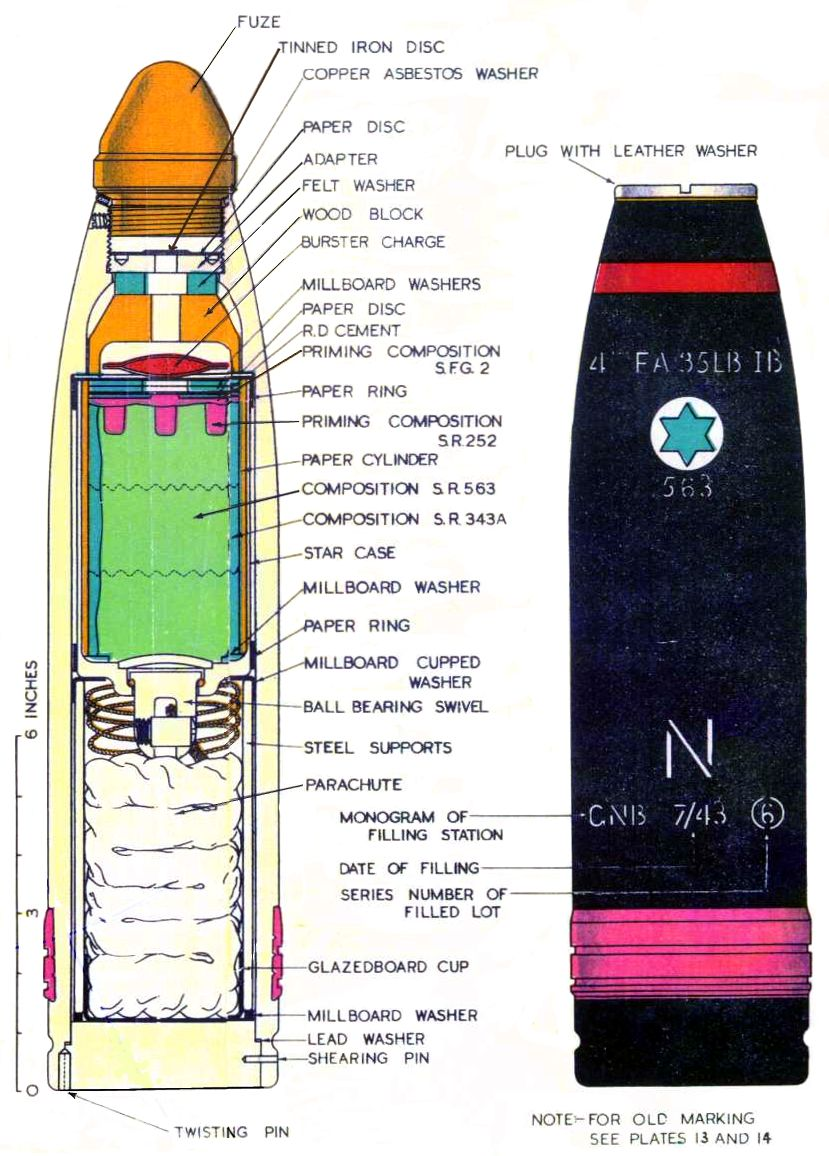
Obus éclairant

## Exemplaires subsistants
- Sur le HMAS Castlemaine à Williamstown, dans l’état de Victoria, en Australie.
- Sur le terrain de parade de la base navale irlandaise de Haulbowline, dans le comté de Cork, en Irlande